# Allochthon (Geologie)
Als Allochthon (Wortschöpfung aus den griechischen Wörtern άλλος állos ‚anders‘, ‚fremd‘ und χθών chthón ‚Erde‘) bezeichnet man in der Geologie vom Bildungsort entfernte bzw. durch Transportvorgänge in fremde Umgebung verbrachte geologische Objekte verschiedener Größenordnungen. Im Gegensatz dazu stehen autochthone Bildungen („vor Ort“).
Im lokalen und noch kleineren Maßstab bezieht sich der Begriff auf Mineralkörner und Gesteinsbruchstücke von Partikelgröße bis hin zu hausgroßen Blöcken sowie organisches Material als Bestandteile von Sedimentgesteinen. Besteht ein Sedimentgestein überwiegend aus allochthonen Komponenten, wird auch das Gestein selbst als allochthon klassifiziert. Typische allochthone Sedimentgesteine sind Sandsteine und Siltsteine. Sie werden auch als detritisch bezeichnet. Im Gegensatz dazu sind Kalksteine und Kohle überwiegend autochthon gebildet.
Im regionalen Maßstab bezieht sich das Attribut allochthon meist auf tektonische Decken (als Synonym zu Decke auch als Substantiv das Allochthon benutzt). Noch größere ortsfremde Einheiten sind die durch plattentektonischen Transport bewegten Terrane, deren Geologie von der auf einem Kontinent oder einem größeren Teil eines Kontinentes vorherrschenden Grundgebirgsgeologie abweicht.